# Senterada
Senterada è un comune spagnolo di 98 abitanti situato nella comunità autonoma della Catalogna.